# エリシオン:理想郷
エリシオン (Elysium) は、ペット・ショップ・ボーイズの11枚目のスタジオ・アルバム。

## 概要
限定盤は、本作とインストゥルメンタル盤の2枚組となる。

## 収録曲
1. リーヴィング - Leaving
2. インヴィジブル - Invisible
3. ウィナー/君は勝利者 - Winner
4. ユア・アーリー・スタッフ - Your Early Stuff
5. ア・フェイス・ライク・ザット - A Face Like That
6. ブリージング・スペース - Breathing Space
7. エゴ・ミュージック - Ego Music
8. ホールド・オン - Hold On
9. ギヴ・イット・ア・ゴー - Give It a Go
10. メモリー・オブ・ザ・フューチャー - Memory of the Future
11. エヴリシング・ミーンズ・サムシング - Everything Means Something
12. レクイエム・イン・デニム・アンド・レオパードスキン - Requiem in Denim and Leopardskin
13. ザ・ウェイ・スルー・ザ・ウッズ - The Way Through the Woods